# Ponta Weddell

A ponta Weddell é uma ponta coberta de tufo formando o lado leste da entrada para a Baía Schlieper, na costa sul e próximo da extremidade oeste da Geórgia do Sul.
O nome Cabo Weddell foi dado por David Ferguson, geólogo escocês, durante sua visita à Geórgia do Sul em 1911-12. Recebeu o nome de James Weddell, Mestre da Marinha Real, que visitou a Geórgia do Sul em 1823. Ponta é considerado um termo descritivo mais adequado do que um cabo.